# روجر بليك ويست
روجر بليك ويست (بالإنجليزية: Roger Blake West)‏ هو قاضي ومحامي أمريكي، ولد في 10 مايو 1928 في نيو أورلينز في الولايات المتحدة، وتوفي في 24 يناير 1978.